# Okręg wyborczy nr 15 do Sejmu Rzeczypospolitej Polskiej (1993–2001)
Okręg wyborczy nr 15 do Sejmu Rzeczypospolitej Polskiej (1993–2001) obejmował Sosnowiec oraz gminy Babice, Będzin, Bobrowniki, Bolesław, Bukowno, Chrzanów, Czeladź, Dąbrowa Górnicza, Jaworzno, Klucze, Libiąż, Łazy, Mierzęcice, Ogrodzieniec, Olkusz, Ożarowice, Pilica, Poręba, Psary, Siewierz, Sławków, Trzebinia, Wojkowice, Wolbrom, Zawiercie i Żarnowiec. W ówczesnym kształcie został utworzony w 1993. Wybieranych było w nim 10 posłów w systemie proporcjonalnym.
Siedzibą okręgowej komisji wyborczej był Sosnowiec.

## Wyniki wyborów
| Podział 10 mandatów: SLD: 6 UP: 1 PSL: 1 UD: 1 KPN: 1 |

| Podział 10 mandatów: SLD: 6 UW: 1 AWS: 3 |

## Reprezentanci okręgu
| Sejm | Rok  | Poseł KW                                          | Poseł KW                                          | Poseł KW                                          | Poseł KW                                          | Poseł KW                                          | Poseł KW                                          | Poseł KW                                          | Poseł KW                                          | Poseł KW                                          | Poseł KW                                          | Poseł KW                                          | Poseł KW                                          | Poseł KW                                          | Poseł KW                                          | Poseł KW                                          | Poseł KW                                          | Poseł KW                                          | Poseł KW                                          | Poseł KW                                          | Poseł KW                                          |
| ---- | ---- | ------------------------------------------------- | ------------------------------------------------- | ------------------------------------------------- | ------------------------------------------------- | ------------------------------------------------- | ------------------------------------------------- | ------------------------------------------------- | ------------------------------------------------- | ------------------------------------------------- | ------------------------------------------------- | ------------------------------------------------- | ------------------------------------------------- | ------------------------------------------------- | ------------------------------------------------- | ------------------------------------------------- | ------------------------------------------------- | ------------------------------------------------- | ------------------------------------------------- | ------------------------------------------------- | ------------------------------------------------- |
| II   | 1993 |                                                   | I. Sekuła SLD                                     |                                                   | A. Szarawarski SLD                                |                                                   | K. Milner SLD                                     |                                                   | J. Soska PSL                                      |                                                   | K. Laga KPN                                       |                                                   | R. Zając SLD                                      |                                                   | J. Kossakowski SLD                                |                                                   | B. Imiołczyk UD (1993) UW (1997)                  |                                                   | E. Januła UP                                      |                                                   | J. Kocjan SLD                                     |
| III  | 1997 | A. Pasternak SLD                                  |                                                   | C. Ryszka AWS                                     | A. Szarawarski SLD                                |                                                   | K. Milner SLD                                     | K. Poznański AWS                                  | M. Gajecka-Bożek SLD                              | K. Cencek SLD                                     |                                                   |                                                   | M. Kolasiński AWS                                 | Z. Machnik SLD                                    |                                                   |                                                   | B. Imiołczyk UD (1993) UW (1997)                  |                                                   |                                                   |                                                   |                                                   |
| IV   | 2001 | okręg zniesiony – patrz okręgi nr 12, 13, 29 i 31 | okręg zniesiony – patrz okręgi nr 12, 13, 29 i 31 | okręg zniesiony – patrz okręgi nr 12, 13, 29 i 31 | okręg zniesiony – patrz okręgi nr 12, 13, 29 i 31 | okręg zniesiony – patrz okręgi nr 12, 13, 29 i 31 | okręg zniesiony – patrz okręgi nr 12, 13, 29 i 31 | okręg zniesiony – patrz okręgi nr 12, 13, 29 i 31 | okręg zniesiony – patrz okręgi nr 12, 13, 29 i 31 | okręg zniesiony – patrz okręgi nr 12, 13, 29 i 31 | okręg zniesiony – patrz okręgi nr 12, 13, 29 i 31 | okręg zniesiony – patrz okręgi nr 12, 13, 29 i 31 | okręg zniesiony – patrz okręgi nr 12, 13, 29 i 31 | okręg zniesiony – patrz okręgi nr 12, 13, 29 i 31 | okręg zniesiony – patrz okręgi nr 12, 13, 29 i 31 | okręg zniesiony – patrz okręgi nr 12, 13, 29 i 31 | okręg zniesiony – patrz okręgi nr 12, 13, 29 i 31 | okręg zniesiony – patrz okręgi nr 12, 13, 29 i 31 | okręg zniesiony – patrz okręgi nr 12, 13, 29 i 31 | okręg zniesiony – patrz okręgi nr 12, 13, 29 i 31 | okręg zniesiony – patrz okręgi nr 12, 13, 29 i 31 |

### Wybory parlamentarne 1993
| Komitet wyborczy                                      | Komitet wyborczy                                         | Głosów  | %     | Mandaty | Wybrani posłowie                                                                                       |
| ----------------------------------------------------- | -------------------------------------------------------- | ------- | ----- | ------- | --- |
|                                                       | Sojusz Lewicy Demokratycznej                             | 129 249 | 33,65 | 6       | Ireneusz Sekuła, Andrzej Szarawarski, Kazimierz Milner, Ryszard Zając, Jerzy Kossakowski, Jacek Kocjan |
|                                                       | Konfederacja Polski Niepodległej                         | 37 179  | 9,68  | 1       | Krzysztof Laga                                                                                         |
|                                                       | Unia Demokratyczna                                       | 35 243  | 9,18  | 1       | Barbara Imiołczyk                                                                                      |
|                                                       | Unia Pracy                                               | 31 886  | 8,30  | 1       | Eugeniusz Januła                                                                                       |
|                                                       | Polskie Stronnictwo Ludowe                               | 26 705  | 6,95  | 1       | Jacek Soska                                                                                            |
|                                                       | Niezależny Samorządny Związek Zawodowy „Solidarność”     | 23 493  | 6,12  | –       | |
|                                                       | Katolicki Komitet Wyborczy „Ojczyzna”                    | 17 437  | 4,54  | –       | |
|                                                       | Partia X                                                 | 15 506  | 4,04  | –       | |
|                                                       | Bezpartyjny Blok Wspierania Reform                       | 14 721  | 3,83  | –       | |
|                                                       | Porozumienie Centrum                                     | 13 444  | 3,50  | –       | |
|                                                       | Unia Polityki Realnej                                    | 13 220  | 3,44  | –       | |
|                                                       | Kongres Liberalno-Demokratyczny                          | 12 569  | 3,27  | –       | |
|                                                       | Koalicja dla Rzeczypospolitej                            | 6276    | 1,63  | –       | |
|                                                       | Polskie Stronnictwo Ludowe – Porozumienie Ludowe         | 3122    | 0,81  | –       | |
|                                                       | Polska Partia Przyjaciół Piwa                            | 1397    | 0,36  | –       | |
|                                                       | Polska Unia Pracujących                                  | 1109    | 0,29  | –       | |
|                                                       | Rzemieślnicza Partia Polski                              | 1088    | 0,28  | –       | |
|                                                       | Polska Wspólnota Narodowa – Polskie Stronnictwo Narodowe | 423     | 0,11  | –       | |
| Frekwencja: 55,59% Źródło: Państwowa Komisja Wyborcza |                                                          |         |       |         | |

Poniższa tabela przedstawia podział mandatów dla komitetów wyborczych na podstawie uzyskanych głosów, a następnie obliczonych ilorazów wyborczych na podstawie metody D’Hondta.
| Podział mandatów dla komitetów wyborczych na podstawie metody D’Hondta | Podział mandatów dla komitetów wyborczych na podstawie metody D’Hondta | Podział mandatów dla komitetów wyborczych na podstawie metody D’Hondta | Podział mandatów dla komitetów wyborczych na podstawie metody D’Hondta | Podział mandatów dla komitetów wyborczych na podstawie metody D’Hondta | Podział mandatów dla komitetów wyborczych na podstawie metody D’Hondta | Podział mandatów dla komitetów wyborczych na podstawie metody D’Hondta | Podział mandatów dla komitetów wyborczych na podstawie metody D’Hondta | Podział mandatów dla komitetów wyborczych na podstawie metody D’Hondta | Podział mandatów dla komitetów wyborczych na podstawie metody D’Hondta | Podział mandatów dla komitetów wyborczych na podstawie metody D’Hondta | Podział mandatów dla komitetów wyborczych na podstawie metody D’Hondta | Podział mandatów dla komitetów wyborczych na podstawie metody D’Hondta | Podział mandatów dla komitetów wyborczych na podstawie metody D’Hondta |
| Komitet wyborczy                                                       | Komitet wyborczy                                                       | Liczba głosów                                                          | Iloraz wyborczy                                                        | Iloraz wyborczy                                                        | Iloraz wyborczy                                                        | Iloraz wyborczy                                                        | Iloraz wyborczy                                                        | Iloraz wyborczy                                                        | Iloraz wyborczy                                                        | Iloraz wyborczy                                                        | Iloraz wyborczy                                                        | Mandaty                                                                | TP                                                                     |
| Komitet wyborczy                                                       | Komitet wyborczy                                                       | Liczba głosów                                                          | /1                                                                     | /2                                                                     | /3                                                                     | /4                                                                     | /5                                                                     | /6                                                                     | /7                                                                     | ...                                                                    | /10                                                                    | Mandaty                                                                | TP                                                                     |
| ---------------------------------------------------------------------- | ---------------------------------------------------------------------- | ---------------------------------------------------------------------- | ---------------------------------------------------------------------- | ---------------------------------------------------------------------- | ---------------------------------------------------------------------- | ---------------------------------------------------------------------- | ---------------------------------------------------------------------- | ---------------------------------------------------------------------- | ---------------------------------------------------------------------- | ---------------------------------------------------------------------- | ---------------------------------------------------------------------- | ---------------------------------------------------------------------- | ---------------------------------------------------------------------- |
|                                                                        | Sojusz Lewicy Demokratycznej                                           | 129 249                                                                | 129 249                                                                | 64 625                                                                 | 43 083                                                                 | 32 312                                                                 | 25 850                                                                 | 21 542                                                                 | 18 464                                                                 | ...                                                                    | 12 925                                                                 | 6                                                                      | 4,70                                                                   |
|                                                                        | Konfederacja Polski Niepodległej                                       | 37 179                                                                 | 37 179                                                                 | 18 590                                                                 | 12 393                                                                 | 9295                                                                   | 7436                                                                   | 6197                                                                   | 5311                                                                   | ...                                                                    | 3718                                                                   | 1                                                                      | 1,35                                                                   |
|                                                                        | Unia Demokratyczna                                                     | 35 243                                                                 | 35 243                                                                 | 17 622                                                                 | 11 748                                                                 | 8811                                                                   | 7049                                                                   | 5874                                                                   | 5035                                                                   | ...                                                                    | 3524                                                                   | 1                                                                      | 1,28                                                                   |
|                                                                        | Unia Pracy                                                             | 31 886                                                                 | 31 886                                                                 | 15 943                                                                 | 10 629                                                                 | 7972                                                                   | 6377                                                                   | 5314                                                                   | 4555                                                                   | ...                                                                    | 3189                                                                   | 1                                                                      | 1,16                                                                   |
|                                                                        | Polskie Stronnictwo Ludowe                                             | 26 705                                                                 | 26 705                                                                 | 13 353                                                                 | 8902                                                                   | 6676                                                                   | 5341                                                                   | 4451                                                                   | 3815                                                                   | ...                                                                    | 2671                                                                   | 1                                                                      | 0,97                                                                   |
|                                                                        | Bezpartyjny Blok Wspierania Reform                                     | 14 721                                                                 | 14 721                                                                 | 7361                                                                   | 4907                                                                   | 3680                                                                   | 2944                                                                   | 2454                                                                   | 2103                                                                   | ...                                                                    | 1472                                                                   | 0                                                                      | 0,54                                                                   |
| Ogółem                                                                 | Ogółem                                                                 | 274 983                                                                | —                                                                      | —                                                                      | —                                                                      | —                                                                      | —                                                                      | —                                                                      | —                                                                      | —                                                                      | —                                                                      | 10                                                                     | 10                                                                     |

### Wybory parlamentarne 1997
| Komitet wyborczy                                      | Komitet wyborczy                          | Głosów  | %     | Mandaty | Wybrani posłowie                                                                                                  |
| ----------------------------------------------------- | ----------------------------------------- | ------- | ----- | ------- | --- |
|                                                       | Sojusz Lewicy Demokratycznej              | 155 876 | 44,67 | 6       | Andrzej Szarawarski, Agnieszka Pasternak, Maria Gajecka-Bożek, Krystyna Cencek, Kazimierz Milner, Zygmunt Machnik |
|                                                       | Akcja Wyborcza Solidarność                | 78 542  | 22,51 | 3       | Czesław Ryszka, Kazimierz Poznański, Marek Kolasiński                                                             |
|                                                       | Unia Wolności                             | 42 689  | 12,23 | 1       | Barbara Imiołczyk                                                                                                 |
|                                                       | Unia Pracy                                | 22 953  | 6,58  | –       | |
|                                                       | Ruch Odbudowy Polski                      | 12 619  | 3,62  | –       | |
|                                                       | Krajowa Partia Emerytów i Rencistów       | 11 467  | 3,28  | –       | |
|                                                       | Polskie Stronnictwo Ludowe                | 10 340  | 2,96  | –       | |
|                                                       | Unia Prawicy Rzeczypospolitej             | 6161    | 1,77  | –       | |
|                                                       | Krajowe Porozumienie Emerytów i Rencistów | 5903    | 1,69  | –       | |
|                                                       | Blok dla Polski                           | 2364    | 0,68  | –       | |
| Frekwencja: 48,80% Źródło: Państwowa Komisja Wyborcza |                                           |         |       |         | |

Poniższa tabela przedstawia podział mandatów dla komitetów wyborczych na podstawie uzyskanych głosów, a następnie obliczonych ilorazów wyborczych na podstawie metody D’Hondta.
| Podział mandatów dla komitetów wyborczych na podst. metody D’Hondta | Podział mandatów dla komitetów wyborczych na podst. metody D’Hondta | Podział mandatów dla komitetów wyborczych na podst. metody D’Hondta | Podział mandatów dla komitetów wyborczych na podst. metody D’Hondta | Podział mandatów dla komitetów wyborczych na podst. metody D’Hondta | Podział mandatów dla komitetów wyborczych na podst. metody D’Hondta | Podział mandatów dla komitetów wyborczych na podst. metody D’Hondta | Podział mandatów dla komitetów wyborczych na podst. metody D’Hondta | Podział mandatów dla komitetów wyborczych na podst. metody D’Hondta | Podział mandatów dla komitetów wyborczych na podst. metody D’Hondta | Podział mandatów dla komitetów wyborczych na podst. metody D’Hondta | Podział mandatów dla komitetów wyborczych na podst. metody D’Hondta | Podział mandatów dla komitetów wyborczych na podst. metody D’Hondta | Podział mandatów dla komitetów wyborczych na podst. metody D’Hondta |
| Komitet wyborczy                                                    | Komitet wyborczy                                                    | Liczba głosów                                                       | Iloraz wyborczy                                                     | Iloraz wyborczy                                                     | Iloraz wyborczy                                                     | Iloraz wyborczy                                                     | Iloraz wyborczy                                                     | Iloraz wyborczy                                                     | Iloraz wyborczy                                                     | Iloraz wyborczy                                                     | Iloraz wyborczy                                                     | Mandaty                                                             | TP                                                                  |
| Komitet wyborczy                                                    | Komitet wyborczy                                                    | Liczba głosów                                                       | /1                                                                  | /2                                                                  | /3                                                                  | /4                                                                  | /5                                                                  | / 6                                                                 | / 7                                                                 | ...                                                                 | /10                                                                 | Mandaty                                                             | TP                                                                  |
| ------------------------------------------------------------------- | ------------------------------------------------------------------- | ------------------------------------------------------------------- | ------------------------------------------------------------------- | ------------------------------------------------------------------- | ------------------------------------------------------------------- | ------------------------------------------------------------------- | ------------------------------------------------------------------- | ------------------------------------------------------------------- | ------------------------------------------------------------------- | ------------------------------------------------------------------- | ------------------------------------------------------------------- | ------------------------------------------------------------------- | ------------------------------------------------------------------- |
|                                                                     | Sojusz Lewicy Demokratycznej                                        | 155 876                                                             | 155 876                                                             | 77 938                                                              | 51 959                                                              | 38 969                                                              | 31 175                                                              | 25 979                                                              | 22 268                                                              | ...                                                                 | 15 588                                                              | 6                                                                   | 5,19                                                                |
|                                                                     | Akcja Wyborcza Solidarność                                          | 78 542                                                              | 78 542                                                              | 39 271                                                              | 26 181                                                              | 19 636                                                              | 15 708                                                              | 13 090                                                              | 11 220                                                              | ...                                                                 | 7854                                                                | 3                                                                   | 2,62                                                                |
|                                                                     | Unia Wolności                                                       | 42 689                                                              | 42 689                                                              | 21 345                                                              | 14 230                                                              | 10 672                                                              | 8538                                                                | 7115                                                                | 6098                                                                | ...                                                                 | 4269                                                                | 1                                                                   | 1,42                                                                |
|                                                                     | Ruch Odbudowy Polski                                                | 12 619                                                              | 12 619                                                              | 6310                                                                | 4206                                                                | 3155                                                                | 2524                                                                | 2103                                                                | 1803                                                                | ...                                                                 | 1262                                                                | 0                                                                   | 0,42                                                                |
|                                                                     | Polskie Stronnictwo Ludowe                                          | 10 340                                                              | 10 340                                                              | 5170                                                                | 3447                                                                | 2585                                                                | 2068                                                                | 1723                                                                | 1477                                                                | ...                                                                 | 1034                                                                | 0                                                                   | 0,34                                                                |
| Ogółem                                                              | Ogółem                                                              | 300 066                                                             | —                                                                   | —                                                                   | —                                                                   | —                                                                   | —                                                                   | —                                                                   | —                                                                   | —                                                                   | —                                                                   | 10                                                                  | 10                                                                  |